# 伊達小百合
伊達小百合（日语：／ Date Sayuri，2002年9月30日—），是日本宮城縣出身的女性聲優，身高150cm，Apollo Bay所属。

## 人物簡歷
據小百合2024年3月23日作為嘉賓參演的日本放送《三明治人 the Radio Show Saturday》初次披露，其為搞笑藝人組合三明治人成員伊達幹生之弟的女兒。小百合從小認識幹生的搭檔富澤岳史，富澤曾在小百合小時候多次住院期間前來看望。另外，由於「想以自己的力量努力」、「會影響審查」，小百合未告訴幹生自己要去參與Liella!試音，幹生是在小百合通過試音後，事務所人員登門拜訪時知道的。幹生稱小百合為，小百合稱幹生為「幹君」（みー君）。
2020年12月14日，獲選為《Love Live! Superstar!!》澀谷香音的聲優。
2021年3月1日，從高中畢業。
興趣是唱歌，在初中放學後會在父母回家前一個人在家裡唱歌。
特技是夜來舞。
本人表示一開始並沒有想過要成為聲優的念頭，高中時期想過成為心理諮詢師是因為喜歡傾聽別人的煩惱。不過查過資料後了解到成為心理諮詢師的這條路很困難，覺得自己大概會在中途就失敗了。
2022年3月14日，以廣播節目「ラジオどっとあい伊達さゆりの伊達ちゃんは伊達じゃない！！！」獲得第7屆動漫廣播大賞的“BEST CUTE RADIO 最可愛廣播獎”。

## 出演作品
※ 粗體字為主要角色

### 電視動畫
2021年
- Love Live! Superstar!!（澀谷香音）

2022年
- Love Live! Superstar!!（第2期）（澀谷香音）

2024年
- Love Live! Superstar!!（第3期）（澀谷香音[5]）

### 遊戲
2021年
- Love Live! 學園偶像祭（澀谷香音）

2023年
- 突击莉莉 终结之弹（石冢藤乃）
- Love Live! 學園偶像祭2（澀谷香音）

### 廣播
2021年
- 廣播Dottoai「伊達小百合的小伊達不是伊達！！！」（日语：ラジオどっとあい#伊達さゆりの伊達ちゃんは伊達じゃない！！！）（AG-ON・超!A&G+）[6]

2022年
- 伊達小百合還可以再長8公分！（NicoNico Channel Plus）[7][8][9]
- 伊达小百合的「做广播可不是光做样子!!!」（超!A&G+※）[10]

### 電視劇
- 下剋上球兒（宮澤）[11]

### 舞台/朗读剧
2022年
- 朗读剧《吸血鬼德古拉～Eternal Love～》（米娜(音译)）[12]）
- 舞台剧《SANADA Ⅺ》(福姫)

## 外部連結
- 伊達さゆり | Apollo Bay（アポロベイ）
- 伊達小百合的X（前Twitter）
- 伊達小百合的Instagram帳戶